# سوريا الشعب

شعار قناة «سوريا الشعب»

سوريا الشعب قناة فضائية افتتحت في 2011 أثناء الانتفاضة السورية «تستهدف الشعب السوري بكل مكوّناته في خطابه، تنشد الحرية والديمقراطية وكرامة الإنسان، تتطلع إلى الغد الأفضل والمستقبل المنشود، سلاحها الكلمة الصادقة البناءة، والخبر الثابت الصحيح، والرأي العلمي الناضج». تنتهج نهجاً إعلامياً معارضًا لنظام بشار الأسد وداعماً للثورة عبر بث فيديوهات الثورة ونقل أخبارها واستضافة شخصيات سورية معارضة داعمة للثورة. ويعمل بها فريق من المتطوعين الشباب. لا تمثل أي حزب سياسي. بثت عبر القمر الفضائي النايل سات إلى أن
أُغلقت عام 2014.